# Fantova
Fantova (Fontova en aragonés grausino) es un despoblado cuyo término municipal se integró en el municipio de Graus, en la comarca de la Ribagorza, provincia de Huesca, Aragón.  Destaca la torre defensiva circular del siglo XI como edificio más significativo. Sus habitantes repoblaron la cercana población de La Puebla de Fantova.

## Historia
Su historia escrita nos lleva al año 960, en el que el obispo de Roda consagró la Iglesia de Santa Cecilia en el castro de Fantova.  En esa época tanto el castillo de Güel como el de Fantova, eran las vanguardias del condado de Ribagorza frente a los musulmanes situados en los castillos de Lascuarre, Laguarres y Castigaleu, que fueron conquistados por Sancho el Mayor en 1017. Existe constancia de algunos tenentes de Fantova como por ejemplo el infante Sancho Ramírez (hermano del rey), Bernardo Ramón, Barbatuerta y Arnal Mir conde de Pallars. Posteriormente  Jaime I de Aragón lo vendió a Berenguer de Eril en 1228, un siglo más tarde, en 1322, Jaime II de Aragón recuperó el condado de Ribagorza para su hijo y obligó a entregar al rey los castillos de Fantova, Fals, Viacamp, Arén y Montañana entre otros. En 1718, las familias Agulaneo y Bagüés ostentaban el título honorífico de carlanes de Fantova.